# Great Bernera
Great Bernera, oft auch nur als Bernera bekannt (in der Schottisch-Gälischen Sprache Beàrnaraigh), ist eine Insel der Äußeren Hebriden von Schottland. Sie ist über eine Brücke mit der Nordwestküste der Insel Lewis and Harris verbunden. Die größte Siedlung auf der Insel ist Breaclete. 2011 lebten 252 Personen auf Great Bernera.
Heute verdienen die Einwohner ihr Geld hauptsächlich mit dem Fang von Hummern.
Die Insel kann mit den Inseln Berneray und Little Bernera verwechselt werden.

## Sehenswürdigkeiten
Bernera ist bekannt für seine Siedlung aus der Eisenzeit, die möglicherweise von den Pikten gegründet wurde. Sie wurde 1992 von einem starken Sturm freigelegt und mittlerweile wieder mit Sand bedeckt, um sie zu schützen. Ein als Museum geführter Nachbau eines solchen Hauses befindet sich in der Nähe von Bostadh: Bosta Iron Age House.
Die Norse Mill von Breacleit liegt in der Mitte der Insel und Dun Bharabhat ist ein eisenzeitlicher Broch auf der Insel.